# HotHouse Creations
Hothouse Creations es un desarrollador de videojuegos del Reino Unido, fundado en 1996. Su primer juego, Gangsters: Organized Crime, vendió más de 500.000 copias en todo el mundo. 
En 2004, fue adquirido por ZOO Digital  El último juego que desarrolló fue Crime Life: Gang Wars .

## Juegos destacados
- Gangsters: Organized Crime (1998)
- Abomination: The Nemesis Project (1999)
- Cutthroats: Terror on the High Seas(1999)
- ¿Quién quiere ser millonario? (1999)
- Gangsters 2 (2001)
- Casino, Inc. (2003)
- American Idol/Pop Idol (2003)
- Crime Life: Gang Wars (2005)